# 黒猫中隊

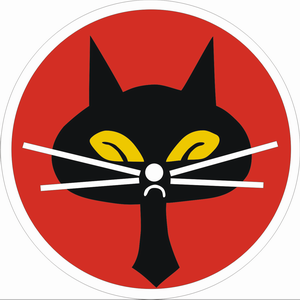
黒猫中隊のエンブレム

黒猫中隊（くろねこちゅうたい、こくびょうちゅうたい、繁体字: 黑貓中隊、簡体字: 黑猫中队、拼音: Hēi māo zhōngduì）は、中華民国空軍に1961年から1974年まで存在した第8航空大隊第35中隊の通称である。通常は、空軍気象偵察研究班（空軍氣象偵查研究組 / 空军气象侦查研究组）の名で気象観測を名目に任務を行なった。
桃園機場（空軍桃園基地、2007～13年は海軍管轄で13年廃止）を拠点に、26名の中華民国空軍パイロットがアメリカ合衆国でU-2偵察機の訓練を受け、102回（122回説もある）の中華人民共和国領空での監視飛行を含む、約220回の任務に従事した。
名称は、隊員の1人であった陳懐生少校（本名：懐生、戦死後上校に昇進）が、同じく台湾を基地に活動していたCIAのU-2飛行隊「黒蝙蝠中隊」のエンブレムを基に、U-2偵察機の機体と偵察という任務特性、そして行きつけの施設から着想を得て描いた、金色の目をした黒猫をあしらったエンブレムに因む。

## 背景

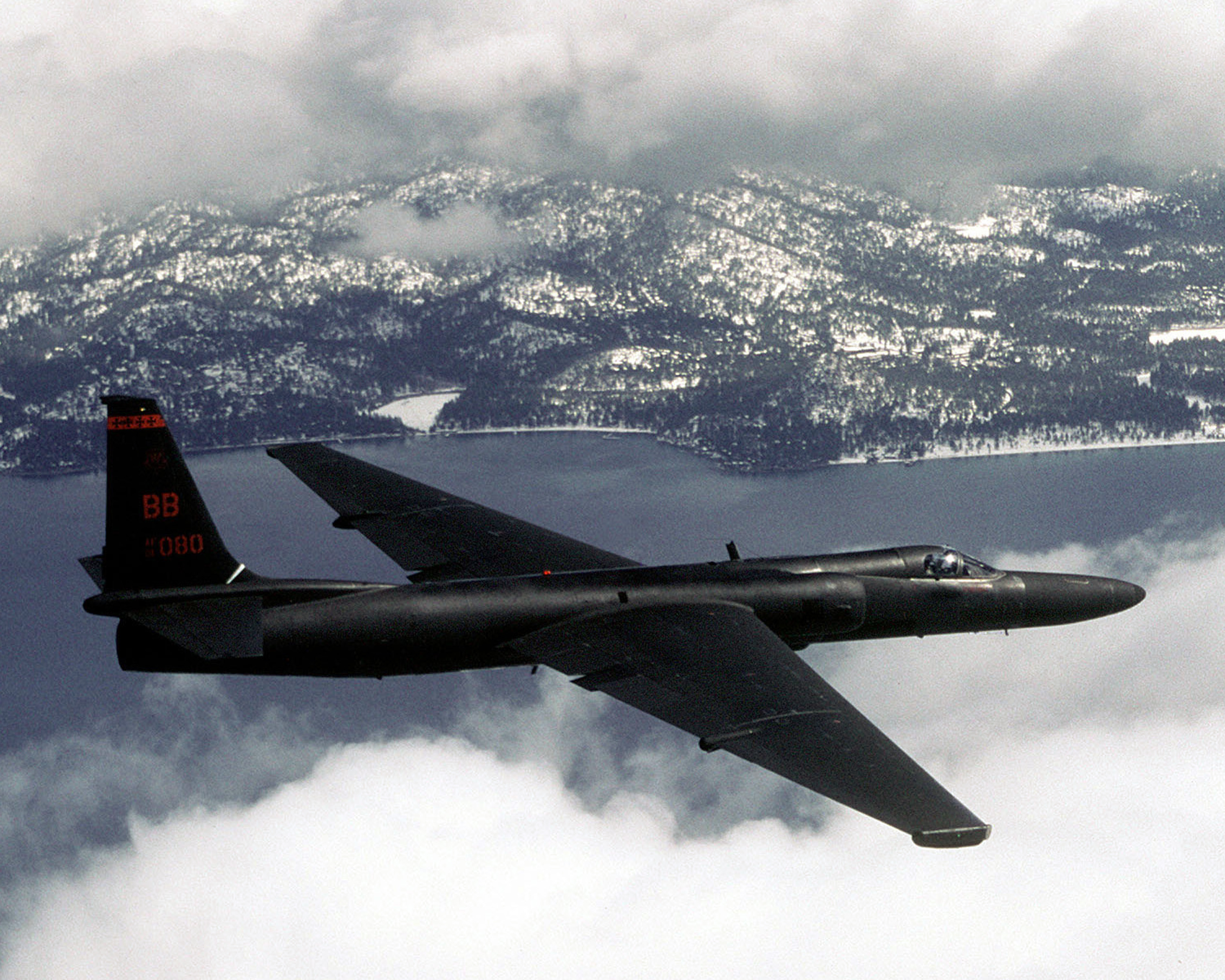
黒猫中隊に配備されたU-2（アメリカ空軍の同型機）

1950年代、朝鮮戦争休戦後も、中華人民共和国指導者の毛沢東が「ズボンを穿かなくても核兵器を持つ」と宣言するなど、東アジアでの冷戦は熾烈なものとなりつつあった。アメリカ政府は、米国統治下の沖縄をはじめ、同盟国となった日本や大韓民国（韓国）、フィリピンにアメリカ軍の基地を設置し、中国を初めとするソビエト連邦（ソ連）、朝鮮民主主義人民共和国（北朝鮮）といった東側諸国の動向に備えた。一方で、国共内戦に敗れて台湾に依拠した蔣介石率いる中華民国政府とも米華相互防衛条約（1954年）を結んで経済的・軍事的供与を与え、アメリカの同盟国とした上で、中国に対する情報収集の拠点とすることを画策した。当時、偵察衛星による偵察技術は未熟で、中国奥地の明確な情報を得るためには、U-2などの高高度偵察機による偵察飛行以外の方法は無かった。
また、1960年5月1日のU-2撃墜事件で操縦士のフランシス・ゲーリー・パワーズが捕虜となったことで、アメリカ政府は他国上空でのスパイ飛行を認めざるを得なく、操縦士を帰国させるために「捕虜交換」という形で逮捕したスパイの釈放を認めさせられた。このことから、他国の空軍で他国の操縦士を用いて偵察飛行を行うことは、自国の操縦士を危険に晒したくないアメリカ政府と、中国大陸上空の飛行を行いたい国民政府には都合が良かった。

## 沿革
1952年、アメリカ中央情報局（CIA）は活動拠点として、台湾に西方公司というダミー企業を設置。中華民国政府との交渉を開始した。
黒猫中隊は1958年1月、CIAの支援の下、低高度での偵察任務を行なう第34中隊「黒蝙蝠中隊」と共に創設された。隊員は中華民国空軍内から国共内戦以来の歴戦のパイロットが選抜された。同年、黒猫中隊はRB-57Dでの高高度偵察任務を開始した。しかし、大陸奥地の新疆ウイグル自治区ロプノール付近にあるとされていた中国の核実験場（実際の第1回核実験は1964年10月16日）には、桃園飛行場から片道約2,700kmもあり、中距離偵察機であるRB-57Dが能力不足であるのは明らかであり、アメリカ政府は早々にU-2の導入をCIAに指示した。1959年、国民政府は飛行時間1,000時間以上の中校・少校12名を選抜し、沖縄の嘉手納飛行場で心理・身体テストに合格した5名が渡米した。5名は米本土テキサス州ラフリン空軍基地の第4028戦略偵察航空団で、基地外への外出も禁じられる苛酷な訓練に従事した。
1960年5月、U-2撃墜事件に伴う指示で、海外展開中の全てのU-2がアメリカ本国のエドワーズ空軍基地に呼び戻される中、7月に2機のU-2が国民政府に売却され、桃園飛行場に進駐した。1962年1月13日、1番機がロプ･ノール付近の核実験場や甘粛省双城付近の弾道ミサイル実験場への偵察飛行に向かい、第35中隊は任務を開始した。
部隊は台湾国内からのみならず、韓国やフィリピンの基地からも偵察任務に向かい、1965年までに約30回に及ぶ中国大陸奥地への偵察任務に従事した。1966年になると大陸内部への偵察任務は減少し、沿岸工業地帯での飛行任務が増加した。それでも、中国が1967年から1969年にかけて実施された大気圏内水爆実験に際しては、水爆の死の灰を収集するために、集塵器を装備したU-2Rが2機投入された。このほか、蔣介石は黒猫中隊の偵察機に、帰投時に浙江省寧波市郊外の渓口鎮上空を飛行させ、自分の母親である王采玉の墓所を撮影するよう命じていた。墓所が荒らされていないかを危惧しての行動であったが、整備されているのを確認した蔣介石は安堵したという。中華民国国防部によると、1962年1月から1974年5月までに、220回の偵察飛行が行われた。
黒猫中隊は、1回の偵察飛行で長さ約3,200km×幅約160kmにおよぶ地域を数千枚の写真を撮影し、その写真は特別機でアメリカに送られ、CIA写真解析センターで分析された。黒猫中隊によって撮影された範囲は、中国本土の30省、約1,000万平方kmにおよび、中国の核兵器開発の状況を正確に把握した。また、中ソ国境付近での軍事力増大から中ソ対立の拡大を明らかにしたことで、リチャード・ニクソン政権下での米中国交樹立に貢献したと考えられている。1972年のニクソン大統領訪中から間もなく、中国大陸への偵察飛行は全面中止となった。1974年10月に黒猫中隊は解隊され、アメリカ側の隊員と6機のU-2Rは帰国した。
偵察飛行は毎回「剃刀」の秘匿名が与えられ、アメリカ合衆国大統領と蔣介石の承認が必要であった。撮影された写真は主に在日米軍基地で現像された。撮影された写真はアメリカ政府と中華民国政府で共有され、米中国交樹立に伴う部隊解散に際して、米国は中華民国政府に偵察衛星が撮影した中国の画像を提供すると約束したが、提供された画像の解像度は低いものであった。

## 編成
部隊は、アメリカがU-2C（G及びFタイプの場合もある）或いはU-2R（1968年以降）偵察機を供与し、整備などを支援する一方で、台湾は基地と隊員を提供することで構成された。黒猫中隊には最低でも2機のU-2が配備され、1機のU-2が任務を行なっている間は他のU-2は待機するというローテーションを取っていた。撃墜や事故による喪失があった際は補充され、14年間の間に合計で19機のU-2が黒猫中隊に供与された。黒猫中隊のU-2は、基本的にアメリカが運用していたU-2と同じ全面ダークブルー（U-2C）或いは黒色（U-2R）であったが、胴体の左右に青天白日の国籍マークを施しているのが最大の特徴であった。
隊員だった華錫鈞によると、整備を行うアメリカ側の要員は「分遣隊H」と呼ばれ、表向きにはロッキードの社員とされていた。隊員は、台湾空軍の中から選抜され、毎年1～5名のパイロットが渡米して約1年間の飛行訓練に従事した。1971年に訓練計画が中止されるまでに30名中27名が修了し、3名が訓練の途中であった。

## 戦死・殉職

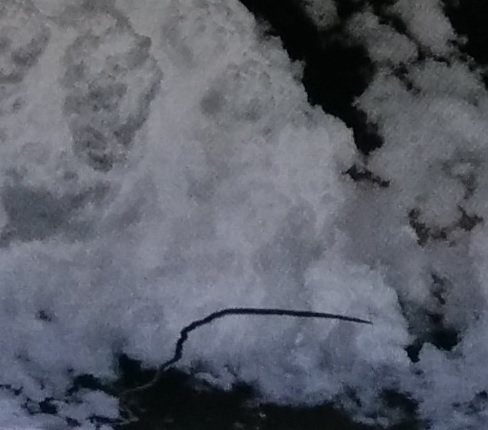
U-2側から撮影した、中国人民解放軍空軍の地対空ミサイル（1965年）

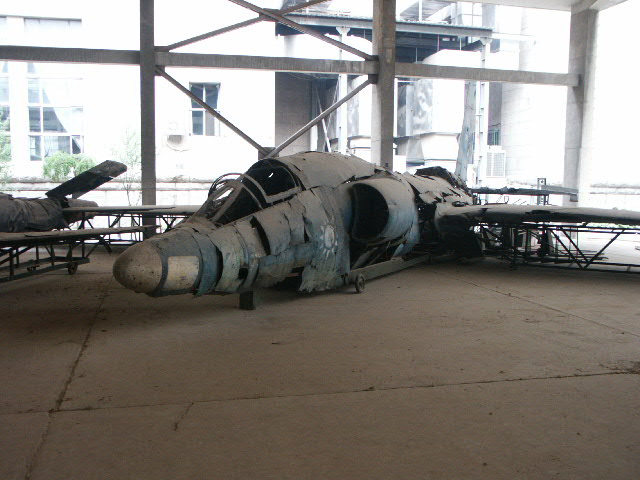
北京の中国人民革命軍事博物館に展示されるU-2「56-6691」の残骸（2006年）。機体の側面に青天白日の国籍マークが見える。1965年1月10日に撃墜された、張立義少校の機体とされている。

もとより中華民国政府は「大陸反攻」を呼号し、中国本土も本来は中華民国の統治すべき地域で、そこを中華民国空軍の航空機が飛行することを何ら問題にしていなかった。また、当時の中国人民解放軍空軍の地対空ミサイル大隊は、わずかに北京軍区と南京軍区にそれぞれ一個大隊しかなく、しかも大隊が保有するのは命中率2%というS-25 ベールクト（SA-1 ギルド）の発射機5基のみであった。しかし、本土の中国政府も人民解放軍空軍の遠距離警戒網が優れており、U-2の離陸から着陸までをほぼ100%探知していた上に、レーダーと地対空ミサイル部隊の連絡が充実していた。しかも、国民政府は飛行コースを安易に選んでおり、1962年7月までの11回の偵察飛行の内、8回が江西省南昌市上空を飛行していた。このことを知った中国人民解放軍は、地質掘削調査隊を装って地対空ミサイル大隊を南昌に移動させ、U-2を待った。これが、同年9月9日の最初の撃墜に繋がった。その後、地対空ミサイルの施設をU-2が偵察飛行するようになると、施設を別の場所に移動し、またU-2が飛来すると移動するといいいたちごっこが繰り返された。
結果として、中隊が存続した14年間の間に、5機のU-2が中国人民解放軍空軍の地対空ミサイルで撃墜され、3名のパイロットが戦死し、2名のパイロットが捕虜となった。中国がU-2を撃墜できるようになったのは、後述するように、ソ連でのU-2撃墜事件（1960年）でも使われたS-75（SA-2）など、ソ連から導入した高高度地対空ミサイルを配備したためである。
このほか、1名のパイロットが任務中の墜落事故で行方不明となり、訓練飛行中に8機のU-2が墜落し、6名のパイロットが殉職している。
- 1962年9月9日、陳懐生少校搭乗のU-2C「378」が桃園飛行場から西安市方面への偵察飛行に向かったが、江西省南昌市で人民解放軍のS-75（SA-2）が撃墜[6]。陳少校は戦死。
- 1963年11月1日、葉常棣少校搭乗のU-2が武漢市の核兵器施設らしき軍事基地への偵察飛行に向かったが、江西省鷹潭市で人民解放軍のS-75（SA-2）が撃墜。ミサイルは左翼に命中し、錐もみ状態で墜落する最中に葉少校の両足へ撃墜時の破片が突き刺さった。拘束後の手術で破片は摘出されたが、それでも体内に破片が残った[12]。捕虜となった葉少校は、裁判で労働改造所へ10年送致の判決が下された。1983年10月10日[注 4]に張立義少校と共に香港で釈放されたが、国民政府は受け入れを拒否[3]。CIAの援助の下、アメリカへ亡命[13]。
- ベトナム戦争下の1964年7月7日、李南屏中校搭乗のU-2がフィリピンのクラーク空軍基地から海南島の対北ベトナム補給路への偵察飛行へ向かったが、広東省澄海県上空で[12]人民解放軍第2対空ミサイル大隊のS-125（SA-3）を3発被弾。李中校は脱出を図ったが、射出座席に火薬が装填されておらず[3]戦死。
- 1965年1月10日、張立義（英語版、中国語版）少校搭乗のU-2Cが、江蘇省崑山市から山東半島を経て内モンゴル自治区包頭市の原爆工場への赤外線写真偵察に向かったが、午前2時に2発のS-75（SA-2）を左右の主翼に被弾して墜落。脱出した張少校は、深夜だったため落下傘で暖をとりながら朝を待ち、近くの村へ助けを乞い捕虜となった[12]。張少校も、裁判で労働改造所へ10年送致することとされた。1983年10月10日に葉常棣少校と共に香港で釈放されたが、国民政府は受け入れを拒否。CIAの援助の下、アメリカへ亡命[13]。
- 1967年9月8日、黄栄北少校搭乗のU-2が江蘇省方面への偵察飛行に向かったが、浙江省嘉興市で人民解放軍のHQ-2（紅旗-2、S-75（SA-2）の中国での改良型）が撃墜[12]。黄少校は戦死した。
- 1969年5月16日、張燮少校搭乗のU-2が河北省方面への夜間偵察飛行に向かったが、済州島南方100海里で墜落。1週間の捜索にもかかわらず遺体や機体は発見されず、張少校は行方不明となった。中華民国国防部によると、機体の残骸は未だ見つかっていない[12]。

## 解隊後

### 部隊
一度は解隊した第35中隊であったが、その後1977年に第427連隊の麾下に、T-33練習機を配備した混成部隊（3個分隊は夜間攻撃任務、1個分隊は電子戦任務）として再編成され、「神鴎演習」と称する電子戦部隊となった。1989年には、AT-3に装備を改変し、事実上の独立中隊である第35戦闘隊、通称「羚羊中隊」として再々編成された。1992年、第35飛行隊は岡山基地で第499連隊に編入されて解散。装備していたAT-3は通常の練習機に戻されて、空軍軍官学校で運用中である。

### 名称
第35中隊が解隊した2年後の1974年、U-2の運用はCIAからアメリカ空軍に移管された。「黒猫」の名称は、韓国の烏山空軍基地に移動したU-2運用部隊である第99戦略偵察飛行隊に継承された。その後、同基地でU-2を運用する第5戦略偵察飛行隊が「黒猫」の名を継いでいる。

### 偵察飛行
中国本土へのU-2による偵察飛行は、黒猫中隊の解隊後も続いている。2020年には、U-2が飛行禁止空域を飛行し実弾演習に侵入しようとしたとして、中国政府がアメリカを非難した。太平洋空軍は、飛行をした事実は認めたが、規則違反は否定した。

### 隊員
初代隊長であった盧錫良は、退役後の1986年に家族とともにアメリカに移住。中国国内の台湾軍捕虜の人権、特に台湾への帰還の権利を訴える活動家として活躍し、2008年12月15日に死去した。
隊員の1人であった王錫爵は、1965年に退役後、中華航空のパイロットとなったが、父親に会いたい一心で1986年5月3日に貨物機で中国に亡命。中国民航のパイロットを経て、60歳で定年退職後は民航総局華北分局副局長を歴任した。
CIAの支援でアメリカに亡命した葉常棣と張立義は、1990年に台湾に帰国した。
2010年3月26日、行方不明となった張燮と訓練中事故死した郄耀華、黄七賢が、国民革命忠烈祠に入祀されることが決まった。
2018年には、ドキュメンタリー映画『疾風魅影 黒猫中隊』（Lost Black Cats 35th Squadron）が台湾で公開された。元隊員やパワーズの息子であるゲーリー・パワーズ・ジュニアなどへのインタビューで構成されている。

### 米中政府
台湾にU-2を供与し写真の分析を行ったCIAは、黒猫中隊やU-2による中国大陸上空の偵察飛行について、2023年まで何の説明も行っていない。CIAの機密情報は25年後に自動的に公表されるのが通常だが、情報開示が「米国と外国政府の関係、あるいは米国の進行中の外交活動に重大な害を及ぼす」場合は公表されない。中華民国国防部も、黒猫中隊に関する質問は公表された資料を参照する旨の回答のみで、明確な説明は行っていない。